# Doris Maletzki
Doris Maletzki (n. 11 iunie 1952, Salzwedel, Saxonia-Anhalt, Germania) este o atletă ce a reprezentat Republica Democrată Germană, medaliată olimpică. A participat la o ediție a Jocurilor Olimpice (1976) în care a câștigat medalia de aur în proba de 4x400 m.

## Palmares
| An   | Competiție           | Locație                    | Loc | Eveniment | Note    |
| ---- | -------------------- | -------------------------- | --- | --------- | ------- |
| 1973 | Universiada          | Moscova, Uniunea Sovietică | 9   | 100 m     | 11,71   |
| 1973 | Universiada          | Moscova, Uniunea Sovietică | 4   | 200 m     | 23,04   |
| 1973 | Universiada          | Moscova, Uniunea Sovietică | 3   | 4x100 m   | 44,44   |
| 1974 | Campionatul European | Roma, Italia               | 14  | 200 m     | 24,07   |
| 1974 | Campionatul European | Roma, Italia               | 1   | 4x100 m   | 42,51   |
| 1976 | Jocurile Olimpice    | Montréal, Canada           | 1   | 4x400 m   | 3:19,23 |